# فرانسوا ريميتير
فرانسوا ريميتير (8 أغسطس 1928 في ستراسبورغ) (بالفرنسية: François Remetter)‏ لاعب كرة قدم فرنسي. لعب في مركز حارس مرمى.
لعب ريميتير في أندية ستراسبورغ (1948-1949) وثيلوت (1949-1950) وميتز (1950-1954) وسوشو (1954-1957) وبوردو (1957-1958) وليموج (1958-1960) ثم ستراسبورغ مجددا (1960-1964) ثم ليموج مجددا (1964-1966) ثم فاوبان ستراسبورغ (1966-1968).
شارك مع منتخب فرنسا في 26 مباراة دولية في الفترة من 1953 إلى 1958 . تم استدعائه للمشاركة في بطولة كأس العالم لكرة القدم 1954 التي أقيمت في سويسرا حيث شارك أساسيا أمام منتخبي يوغوسلافيا والمكسيك اللتين انتهت بالخسارة والفوز 0/1 و3/2 على التوالي وبالتالي الخروج من منافسات البطولة من دورها الأول . تم استدعائه مجددا في بطولة كأس العالم لكرة القدم 1958 التي أقيمت في السويد . شارك أساسيا أمام منتخب الباراغواي 7/3 التي انتهت بالفوز ثم بالخسارة من منتخب يوغوسلافيا 2/3 ثم غاب حتى نهاية البطولة .
ساهم ريميتير في تتويج منتخب فرنسا ببطولة كأس العالم لكرة القدم العسكرية 1947.

## روابط خارجية
- فرانسوا ريميتير على موقع الاتحاد الدولي (مؤرشف)  (الإنجليزية)
- فرانسوا ريميتير على موقع قاعدة بيانات كرة القدم.إي يو (الإنجليزية)
- فرانسوا ريميتير على موقع ناشيونال فوتبول تيمز (الإنجليزية)
- فرانسوا ريميتير على موقع Soccerway.com (الإنجليزية)
- فرانسوا ريميتير على موقع عالم كرة القدم.نت (الإنجليزية)